# Tetrastemma herthae
Tetrastemma herthae är en djurart som tillhör fylumet slemmaskar, och som beskrevs av Corrêa 1963. Tetrastemma herthae ingår i släktet Tetrastemma och familjen Tetrastemmatidae. Inga underarter finns listade i Catalogue of Life.